# Ilha de Basse-Terre

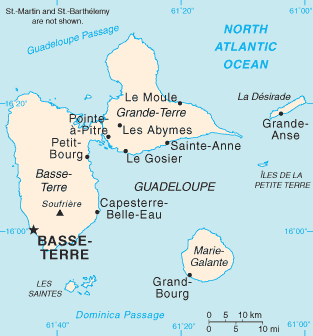
Grupo principal do arquipélago de Guadalupe

Basse-Terre é a ilha ocidental das duas maiores ilhas de Guadalupe. Tem 848 km² de área. Está separada da sua irmã menor, Grande-Terre, por um estreito canal chamado Rivière Salée, que é transposto por duas pontes. A sua população é actualmente de 175.000 habitantes. É uma ilha vulcânica e tem inclusivamente um vulcão ativo, o La Grande Soufrière (“nascente de enxofre”). O clima é tropical, tendo sido em Basse-Terre que se verificou a mais intensa precipitação em um só minuto registada nos tempos modernos (38 mm em 30 de Novembro de 1970).
O seu nome provém do vocabulário de marinha usado no século XVII, designando um litoral abrigado dos ventos, por oposição a Capesterre.
A principal povoação e capital deste departamento ultramarino e região francesa, Basse-Terre, encontra-se no sul desta ilha, no sopé do vulcão Soufrière.

## Liste de Cidades da Basse-Terre
| Rank | Cidades              | Pop. (2006) | Superfície(km²) | Densidade |
| ---- | -------------------- | ----------- | --------------- | --------- |
| 1    | Baie-Mahault - PTP   | 27 906      | 46,02           | 606       |
| 2    | Petit-Bourg          | 21 153      | 130,88          | 162       |
| 3    | Sainte-Rose          | 19 989      | 119,65          | 167       |
| 4    | Capesterre-Belle-Eau | 19 610      | 104,31          | 188       |
| 5    | Lamentin             | 15 738      | 65,63           | 240       |
| 6    | Basse-Terre - BTR    | 12 834      | 5,78            | 2 220     |
| 7    | Saint-Claude - BTR   | 10 502      | 34,27           | 306       |
| 8    | Trois-Rivières       | 8 864       | 31,22           | 284       |
| 9    | Gourbeyre - BTR      | 8 033       | 23,52           | 342       |
| 10   | Vieux-Habitants      | 7 675       | 58,70           | 131       |
| 11   | Goyave               | 7 575       | 60,91           | 124       |
| 12   | Bouillante           | 7 511       | 43,46           | 173       |
| 13   | Pointe-Noire         | 7 149       | 59,71           | 120       |
| 14   | Baillif - BTR        | 6 086       | 24,37           | 250       |
| 15   | Deshaies             | 4 287       | 32,15           | 133       |
| 16   | Vieux-Fort           | 1 749       | 7,24            | 242       |